# Стовер, Мэтью
Мэттью Вудринг Стовер (англ. Matthew Woodring Stover) — американский писатель. Известный автор современной героической фэнтези и научной фантастики.

## Биография
Родился в 1962 году. В 1983 году он закончил Drake University и поселился в Чикаго. Он успел побывать барменом в частном спортклубе, актером, театральным продюсером, писал пьесы и даже был одним из соучредителей театра. Живет с художницей и писательницей Робин Филдер (англ. Robyn Fielder). Увлекается боевыми искусствами, практикует Degerberg Blend: смесь из 25 различных боевых искусств со всего мира, которая и послужила основой для описания боевого стиля Кейна в романах цикла «Иной мир». Пишет как книги, действие которых разворачивается в его авторских фантастических мирах, так и для литературной серии «Звёздных войн».

### Пикт Барра (Barra the Pict)
- «Железный рассвет» (Iron Dawn, 1997)
- «Луна Иерихона» (Jericho Moon, 1998)

### Иной мир (Overworld)
- «Герои умирают» (Heroes Die, 1998)
- «Клинок Тишалла» (Blade of Tyshalle, 2001)
- «Кейн Чёрный Нож» (Caine Black Knife, 2008)

### Звёздные войны (Star Wars)
- «Новый Орден джедаев: Изменник» (New Jedi Order #13: Traitor, 2002)
- «Уязвимая точка» (Shatterpoint, 2003)
- «Месть ситхов» (Revenge of the Sith, 2005)
- «Люк Скайуокер и тени Миндора» (Luke Skywalker and the Shadows of Mindor, 2008)